# Rumble
Rumble（ランブル）は、カナダオンタリオ州トロントに本社を置くオンライン動画共有プラットフォーム、クラウドサービスである。

## 歴史
2013年、カナダのテクノロジー起業家であるクリス・パブロフスキーが、独立したビデオブロガーや小規模なコンテンツクリエイター向けのYouTubeの代替手段として設立した。2020年に新型コロナウイルス感染症の世界的流行が始まって以降、多くの視聴者が流入してきた。月間訪問者数は2020年には160万人、2021年には3,190万人に増加した。2021年の最初の9か月、Rumbleは主に広告から650万ドル以上の収益を上げたが、利益は得られなかった。
2020年、Rumbleの視聴者数増加については、当時共和党下院議員だったデビン・ヌネスの登場によるものとされており、ヌネスはYouTubeが自身のチャンネルを過剰に検閲していると非難した。ヌネスは、ディネシュ・ドゥスーザ、ダン・ボンジーノ、ショーン・ハニティー、下院議員のジム・ジョーダンら著名な保守派と共に、Rumbleにコンテンツを投稿し始めた。2021年6月には当時の前米大統領だったドナルド・トランプが、オハイオ州選挙集会の録画準備を行うため、Rumbleに参加した。
2021年1月11日、RumbleはGoogleに対し、検索アルゴリズムを巡り20億ドル以上の損害賠償を求める独占禁止法訴訟を起こした。Rumbleは、Google 検索における動画の検索結果にて同傘下でもあるYouTubeが上位に表示されており、検索アルゴリズムを不正に操作しているとし、その結果自社の広告収入が減少したと主張した。2022年8月、カリフォルニア州の判事は、RumbleによるGoogleの訴訟は続行可能であると述べた。
2021年5月、Rumbleは保守派の著名なベンチャーキャピタリストであるJ・D・ヴァンスやピーター・ティールから出資を受けていると明らかにし、その評価額は推定5億ドルであった。同年12月14日、Rumbleとトランプ・メディア・アンド・テクノロジー・グループが広範なテクノロジーおよびクラウドサービス契約を締結したことを発表し、TMTGが運営するTruth Socialにて動画のストリーミングも配信すると述べた。同年12月、Rumbleはソーシャルメディアにおけるヘイトスピーチを禁止するニューヨーク州の法に異議を唱えた。
2021年10月、Rumbleはサブスクリプションベースのコミュニティサービス「Locals」を運営するLocals Technology Inc.を買収した。
2022年8月16日、Rumbleはクリエーター向けに無料のライブストリーミングを開始した（Rumbleのライブストリーミング自体は2021年頃から開始している）。
2022年8月22日、Rumbleは広告プラットフォーム（Rumble Ad Center）のベータ版をリリースした。同月にはTruth Socialが最初の広告パートナーとして、Rumble Advertising Centerを使用して広告を配信することを発表した。
2022年9月16日、Rumbleは特別買収目的会社（SPAC）CF Acquisition Corp. VIとの企業結合を完了しナスダックに上場した。
2022年10月24日、RumbleはRumble公式商品のオンラインストアRumble.Storeを開設した。
2023年3月、Rumbleの米国本社をフロリダ州ロングボート・キーに開設した。
2023年5月6日、Rumbleはサポーターバッジと月額サブスクリプションを開始。
2023年5月6日、Rumbleはスポンサーシップマーケットプレイスのアルファ版をリリースした。
2023年5月15日、Rumbleはソーシャルポッドキャスティング・ライブストリーミングアプリであるCallinを買収した。 Callinのテクノロジーは、Rumble Studioの基礎となった。
2023年9月6日、Rumbleはクラウドコンピューティングサービス「Rumble Cloud」のベータ版をリリースした。2024年3月11日、クラウドコンピューティングサービス「Rumble Cloud」は正式リリースとなった
2023年9月、Rumbleでの共和党大統領討論会のライブストリームを独占的に配信できる権利が与えられた。
2023年10月3日、Rumbleは、Rumble専用の広告テクノロジーソリューションであるRumble Advertising Center（RAC）を開発する目的で設立されたNorth River Project Inc.を買収した
2023年11月7日、Rumbleはライブストリーミングツール「Rumble Studio」のベータ版をリリースした。2024年1月23日、ライブストリーミングツール「Rumble Studio」は正式リリースとなった。
2024年2月5日、Rumbleは1775 Coffeeと提携しRumbleブランドのコーヒー製品を発売。

## インターフェース
メインインターフェースでは他の4つのタブに加え、フォローする「おすすめチャンネル」とインターフェースの「収益」タブがある。ユーザーは自身の動画から収益を上げることも可能である。動画をアップロードすると、Yahoo!などのRumbleパートナーにライセンスが付与される。動画から得られた収益はユーザーのRumbleアカウントに直接入金される。

## 著作権問題
他の動画共有サービスと同様、Rumbleでも著作権者に無断でアップロードされた動画が問題となっている。利用規約では著作権侵害となるファイルのアップロードは禁止しており、権利者から著作権侵害の通知があれば、書面を電子メールにてRumbleの指定代理人に送付することで対応し、削除するとしている。

## アクセス規制
2022年11月、Rumbleはサイト上のロシアの公式アカウントを削除するというフランス政府による要請をRumbleサイト側が拒否したため、フランスのIPアクセスのブロックを開始した。